# St. Michael (Zemitz)

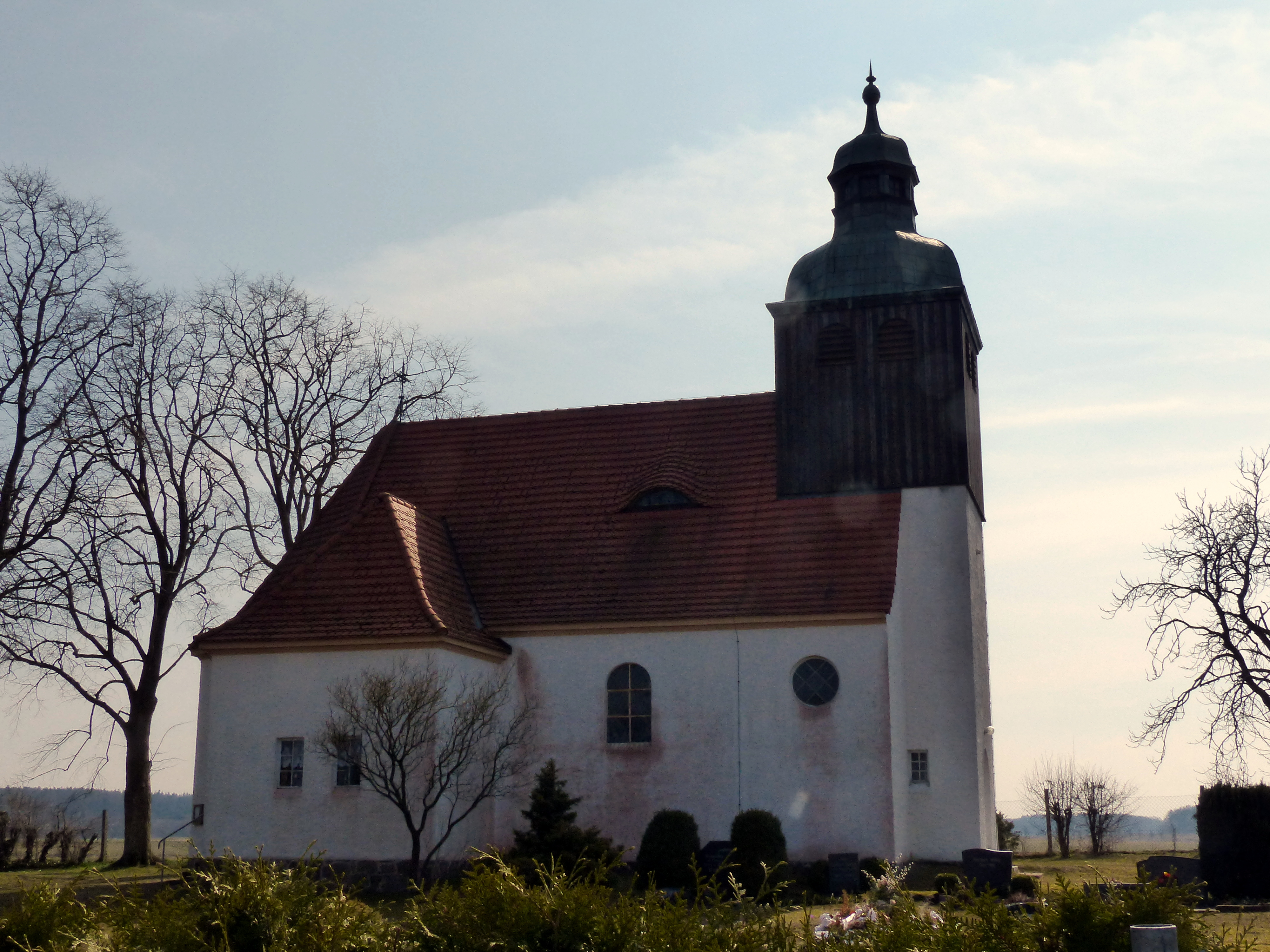
St. Michael in Zemitz

Die Kirche St. Michael ist eine neobarocke Saalkirche in der Gemeinde Zemitz im Landkreis Vorpommern-Greifswald. Sie gehört zur Kirchengemeinde Katzow, Hohendorf und Neu Boltenhagen der Propstei Pasewalk im Kirchenkreis Pommern der Evangelisch-Lutherischen Kirche in Norddeutschland. Das Patrozinium liegt beim Erzengel Michael.

## Lage
Von Südwesten führt die Anklamer Straße in den Ort und verläuft von dort aus in nordöstlicher Richtung als Dorfstraße wieder aus Zemitz hinaus. An diesem Übergang führt die Straße Weiblitz in südöstlicher Richtung ebenfalls aus dem Ort. Wenige Meter östlich eines Zuflusses zum Brebowbach steht die Kirche südlich der Straße auf einem Grundstück, das mit einer Hecke  eingefriedet ist.

## Geschichte

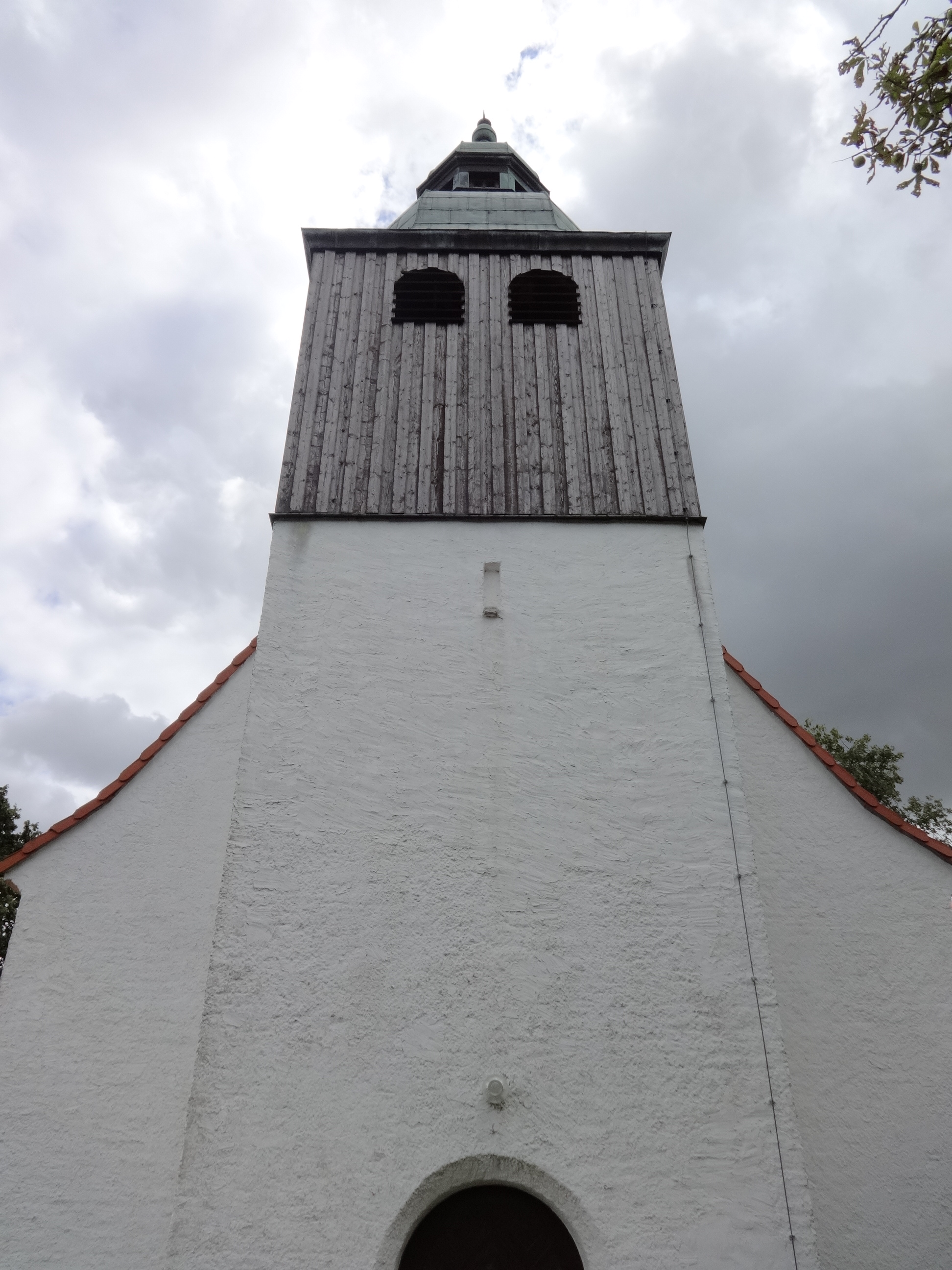
Westturm

Die Kirche wurde im 18. Jahrhundert als Kapelle errichtet. 1913 erfolgte der Umbau zu einer Saalkirche mit Westturm. In dieser Zeit wurde auch der Anbau an der Nordseite errichtet. 1999 fanden umfangreiche Sanierungsmaßnahmen statt. Anschließend erfolgte zum Advent im Jahr 2000 die Namensgebung St. Michael.

## Baubeschreibung
Die Kirche wurde auf einem Feldsteinsockel als einschiffiger Putzbau mit dreiseitigem Chor in Breite des Kirchenschiffes errichtet. An jeder Seite des Chors ist ein schlichtes Rundbogenfenster.
Daran schließt sich nach Westen hin das Kirchenschiff an. Die südliche Wand ist vergleichsweise schlicht gehalten. Hier sind auf der Fassade drei weitere Rundbogenfenster. An der nördlichen Wand ist in westlicher Richtung ein weiteres dieser Fenster verbaut. In Richtung Chor ist eine Sakristei mit einem rechteckigen Grundriss und einer Ostpforte. An der Nordseite des Anbaus sind zwei kleine, ebenfalls rechteckige Fenster. Im Satteldach des Kirchenschiffs befindet sich an jeder Seite eine Fledermausgaube.
Der massive verputzte Westturm hat einen quadratischen Grundriss und ist zur Hälfte in das Kirchenschiff eingebunden. Das Westportal ist ebenfalls rundbogig. Er trägt einen ebenfalls quadratischen, hölzernen Aufsatz mit geschweifter kupfergedeckter Haube und einer geschlossenen Laterne, wodurch er Formen des Barock erhält. Hinter den zwei schlichten mit Holz verkleideten Klangarkaden pro Turmseite befindet sich eine Glocke aus dem Jahr 2000.

## Ausstattung
Das Kirchengestühl, die Kanzel und die Empore stammen aus der Neuzeit, ebenso die achtseitige Fünte. Die namensgebende Figur ist eine barocke Holzdarstellung des Erzengels Michael. Er wurde zur Hälfte von der Gemeinde bezahlt. Weiterhin befindet sich im Innern ein Holzrelief einer mit einem Lorbeerkranz geschmückten Frau, die an die Gefallenen aus dem Ersten Weltkrieg erinnert. Weitere Kreuze erinnern an die Gefallenen aus dem Zweiten Weltkrieg. Im Inneren hat die Kirche ein hölzernes Tonnengewölbe. Im Chor geht dieses in drei Kuppelsegmente über, die mit einem Anker vom Kirchenschiff getrennt werden. Darauf wird ein Psalm zitiert: „Herr, ich habe lieb die Stätte deines Hauses und den Ort, da deine Ehre wohnt.“ (Ps 26,8 ). Zum Turm hin befindet sich eine rundbogige Öffnung über der Empore.